# Magic Trackpad 2
Le Magic Trackpad 2 est un pavé tactile multi-touch et Force Touch produit par Apple. Annoncé le 13 octobre 2015, il succède au Magic Trackpad.

## Description
Il est similaire à son prédécesseur, les principales différences étant une batterie rechargeable au lithium-ion de plus grande taille et le Force Touch. Le pavé tactile fournit un retour haptique via le moteur haptique (Taptic Engine) intégré, qui est le même que pour tous les nouveaux pavés tactiles Apple,.